# Anima di vento
Anima di vento è il secondo album in studio della cantautrice italiana Nathalie, pubblicato il 17 settembre 2013 dall'etichetta discografica Sony Music con la produzione di Francesco Tosoni e Geoff Pesche.

## Il disco
La tracklist di Anima di Vento è composta da 11 brani.
L'album è stato masterizzato a Londra negli Abbey Road Studios da Geoff Pesche, e prodotto, arrangiato e mixato da Francesco Tosoni. Vanta collaborazioni con Raf, Franco Battiato e Toni Childs. Nathalie ha definito questo suo secondo progetto più personale e ispirato sia alla musica d’autore che all'indie rock.
I fan sono stati aggiornati durante la produzione dalla stessa Nathalie attraverso la propria pagina ufficiale di Facebook, sulla quale sono state svelate prima la copertina e poi la tracklist dell'album.

## Tracce
Edizione standard
Testi e musiche di Nathalie.
1. Come polvere – 3:48
2. Parole forti – 3:03
3. Anima di vento – 3:43
4. L'orizzonte – 3:35
5. Sogno d'estate (feat. Raf) – 3:40
6. La verità (feat. Toni Childs) – 3:57
7. Come un aquilone – 3:57
8. Playing With Your Dolls – 2:53
9. L'essenza (feat. Franco Battiato) – 3:03
10. Dall'inizio è la fine – 2:26
11. Soul Of Paper – 4:20
12. Call My Name (Traccia bonus disponibile solo su iTunes[4])

## Classifica

### Posizioni massime
| Classifica (2013) | Posizione massima |
| ----------------- | ----------------- |
| Italia            | 20                |

## Tour
Dal 15 agosto Nathalie  effettua il suo secondo tour in sei tappe fino al 30 agosto 2014.